# Hérapel

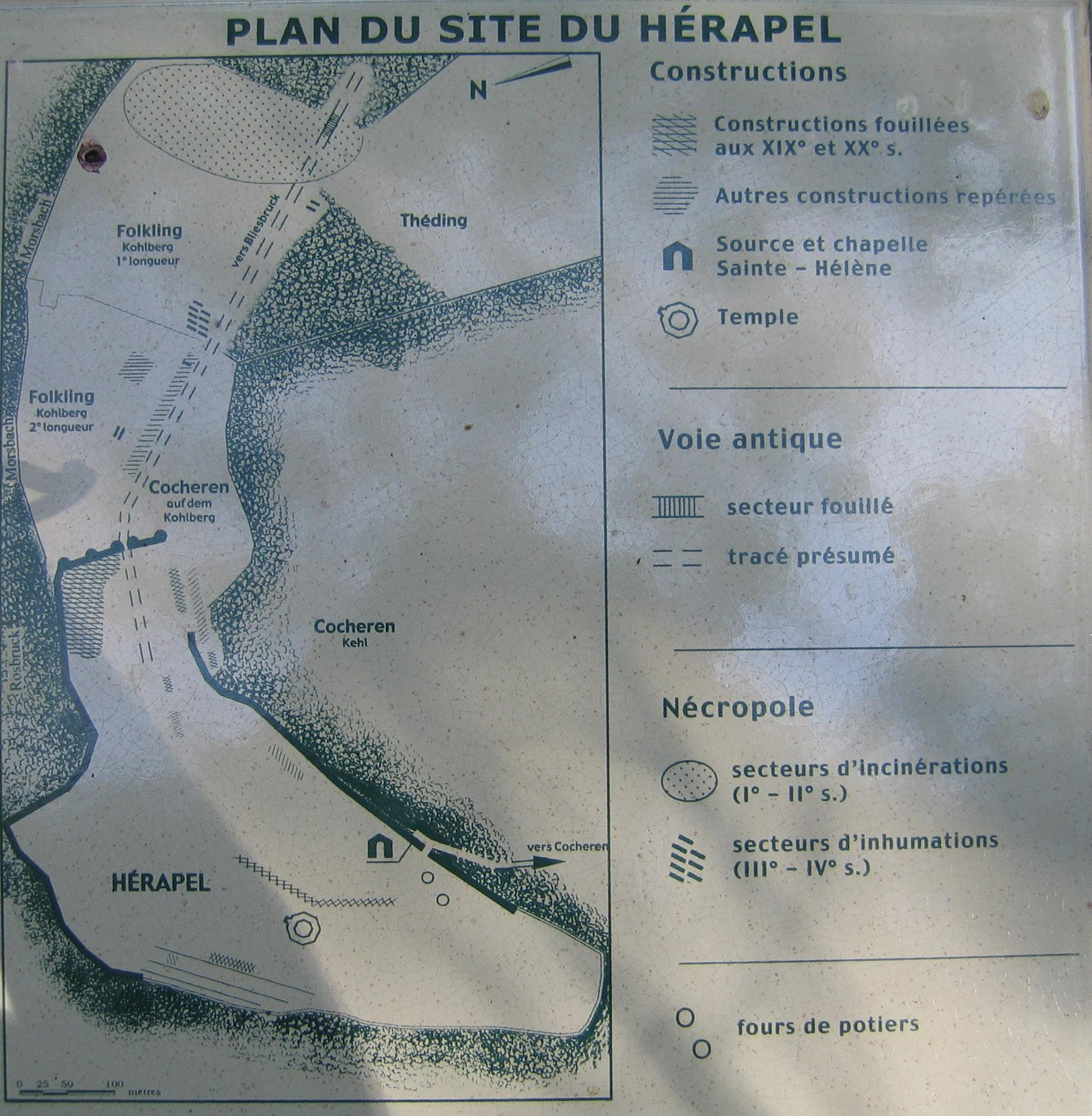
Plan nach der Orientierungstafel

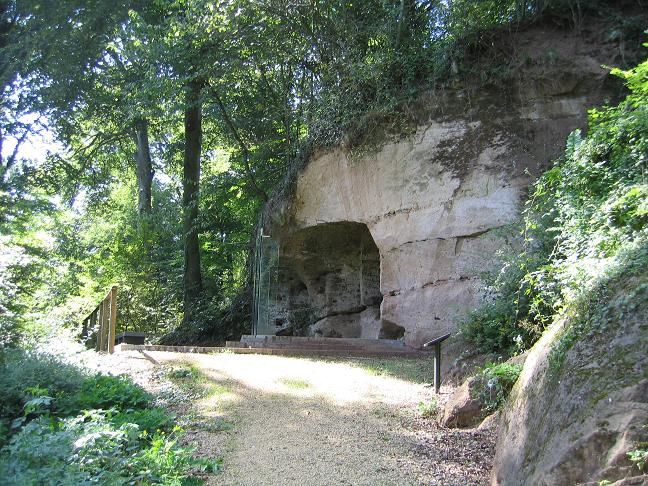
Grotte mit Heiligtum

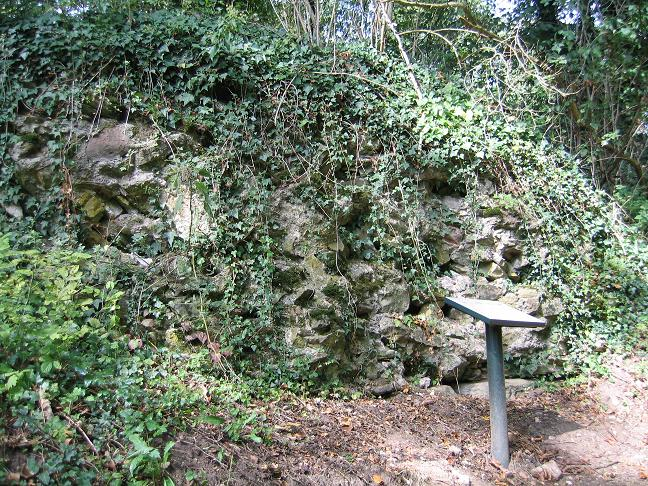
Römische Mauerreste

Hérapel ist eine nach Westen gerichtete Bergnase eines etwas über 300 Meter hohen Plateaus und war eine gallo-römische Siedlung oberhalb der Rossel, einem linksseitigen Zufluss der Saar. Hérapel liegt an einer Kreuzung der bedeutenden Straße von Metz nach Worms. Die ursprünglich keltische Siedlung, auf einem 330 m hohen Bergsporn, hatte ihre Blütezeit unter römischer Herrschaft. 
Historische Fundstücke befinden sich in Museen in Metz und Sarreguemines sowie in Deutschland, da die ersten Ausgrabungen vor dem Ersten Weltkrieg unter deutscher Verwaltung (1871–1914) stattfanden.
Am Hérapel treffen Nord- und Südroute des Saarpfälzischen Jakobsweges (Hornbach–Metz) wieder zusammen.

## Lage
Die Überreste Hérapels befinden sich nahe der Grenze zum Saarland, bei der lothringischen Ortschaft Cocheren, zwischen Saint-Avold und Forbach. Saarbrücken ist etwa 15 km entfernt. Das umgebende Waldgebiet ist der Warndt.

## Helena-Legende
Helena, die Mutter des römischen Kaisers Konstantin, soll auf dem Hérapel gewohnt haben, nachdem sie im Jahr 292 von ihrem Mann Constantius Chlorus, der später Tetrarch wurde, verstoßen worden war. Eine Felsengrotte wird heute noch "Helena-Kapelle" genannt, daneben befindet sich die „Helena-Quelle“. Die Legende besagt:

„Als die hl. Helena nach Trier ging, um dorthin den hl. Rock Christi zu bringen, kam sie an der Schloß- und Burgveste des Herapel vorbei… In der Höhle an der Festungsmauer brachte sie die Nacht zu. Bei ihrem Aufbruch am Morgen geschah ein Wunder: Aus ihrem Lagerort quoll eine klare Quelle hervor… Die Quelle aber sprudelte weiter und ist die heutige Helenenquelle. In der Nähe baute man ein kleines Bethäuschen, das die ersten Christen zu einer Kapelle umgestalteten und den Born Helenenquelle benannten“

Koordinaten: 49° 9′ 13,8″ N, 6° 51′ 42,2″ O